# Portrait d'Isabelle de Requesens, vice-reine de Naples
Le Portrait d'Isabelle de Requesens, vice-reine de Naples  dit Portrait de Jeanne d'Aragon, est une peinture à l'huile sur bois transférée sur toile (120 × 95 cm), datant de 1518 environ, du peintre Raphaël, conservée au musée du Louvre.

## Histoire
Le personnage représenté est Dona Isabel de Requesens, épouse de Don Ramon Folc de Cardona i de Requesens, duc de Somma et vice-roi de Naples de 1509 à 1522.
L'œuvre a été probablement commandée en 1518 par Léon X, pour être offerte comme cadeau diplomatique à François Ier par le cardinal Bernardo Dovizi da Bibbiena, légat du pape en France. 
Ce travail est typique des dernières années de Raphaël, pendant lesquelles le degré de participation de l'artiste à l'exécution des œuvres est très controversé.
En effet, pendant cette période l'artiste, surchargé de commandes, se bornait à réaliser des dessins préparatoires et laissait la réalisation d'un grand nombre d'œuvres, en tout ou en partie, à ses assistants d'atelier, en particulier Giovan Francesco Penni et Giulio Romano.
Giorgio Vasari rapporte que « Raphaël peindra le visage de la vice-reine après être allé à Naples pour fixer les traits du modèle dans un carton préparatoire, tandis qu'il confiera le reste à Giulio Romano » . 
Dans le cas présent, le dessin préparatoire est perdu.
En 1540, la peinture a été restaurée par Le Primatice à Fontainebleau et transférée sur toile, de son support original en bois.

## Description
Le personnage, représenté assis orienté de trois-quarts vers la gauche et regardant vers le spectateur, remplit l'espace du premier plan jusqu'aux bords droit et gauche du tableau. Il est richement habillé, portant chapeau de la même couleur que la robe de velours rouge ; les revers sont plus clairs, dorés ainsi que les passementeries, l'extrémité des manches apparaît en blanc vers les mains, la gauche en appui au niveau du genou, la droite levée dans une pose élégante, tenant sa fourrure assimilable à un furet.
Le décor du fond à gauche laisse entrevoir une architecture classique avec des arcs et deux colonnes ainsi qu'une perspective vers un paysage collinaire à ciel bleu ; un autre personnage vu de dos est visible entre les colonnes. À droite du tableau, entre les détails du mur sombre, apparaissent deux faces simiesques orientées à gauche.

## Analyse
L'artiste joue des effets de lumière pour la mise en valeur avec des forts contrastes avec la carnation claire, l'habillement de velours rouge intense et le décor sombre.
Le vêtement porté par le personnage occupe environ la moitié de l'espace s'imposant par son coloris de velours rouge intense. L'attention du spectateur est attirée par le coloris rouge intense de l'habit et de la coiffe.  
La femme est imposante par son regard profond qu'elle dirige vers le spectateur et par les traits fins de son visage ne laissant apparaître aucune expression. 